# 韋伯 (亞利桑那州)
韋伯（英語：Webb）是位於美國亞利桑那州馬里科帕縣的一個非建制地區。該地的面積和人口皆未知。

## 地理
韋伯的座標為33°33′09″N 112°22′02″W / 33.55250°N 112.36722°W，而該地的平均海拔高度為338米（即1109英尺）。